# RAM (ブランド)
RAM（ラム）は、株式会社ビジュアルアーツによる、アダルトゲームのブランド。
同じビジュアルアーツのブランドであるBonbee!やKeyと一部開発スタッフを同じくしている。8年の歳月をかけて完成した最新作『5（ファイブ）』を最後に活動を終了した。2006年7月28日に発売した『ねがい〜Standard Edition〜』および『恋ごころ〜Standard Edition〜』には『5（ファイブ）』の体験版が同封されている。『5（ファイブ）』以外、原画を手がけたスタッフが公開されていない。

## 作品一覧
- 1999年3月26日 - ねがい
- 2000年10月6日 - 恋ごころ
- 2006年7月28日 - ねがい〜Standard Edition〜
- 2006年7月28日 - 恋ごころ〜Standard Edition〜
- 2008年7月25日 - 5（ファイブ）

## 主な所属スタッフ
- プロデューサー:土田泰正
- シナリオ:まにゃ
- 背景:鳥の
- システム:なまはむ